# La Petite Châtelaine (Camille Claudel)
La Petite Châtelaine est une sculpture de Camille Claudel, représentant une petite fille de six ans, en buste. Plusieurs versions en sont exécutées de 1892 à 1896, en terre cuite, en plâtre, en marbre et en bronze. L'artiste leur donne parfois des titres différents : La Petite Châtelaine, Jeanne enfant, Contemplation, La petite de d'Islette, Petite folle, L'inspirée, Portrait d'une petite châtelaine, Petite Fille. 
Les historiens de l'art retiennent généralement le titre La Petite Châtelaine en ajoutant une mention distinctive de la version selon la forme de la natte. 

## Historique
Camille Claudel passe plusieurs séjours au château de l'Islette, près d'Azay-le-Rideau, entre 1890 et 1893. Elle fait poser Marguerite Boyer, la petite-fille de la propriétaire du domaine, âgée de six ans, pendant 62 heures, et la représente en buste,.
C'est une des premières œuvres où elle se dégage nettement de l'influence de Rodin.
Elle en exécute des terres cuites et des plâtres, et un bronze qu'elle présente en 1894 sous le titre Contemplation au salon de La Libre Esthétique à Bruxelles. Elle l'expose ensuite sous le titre Portrait d’une petite châtelaine au Salon des artistes français à Paris. 
Elle y reçoit de bonnes critiques, mais contrairement à son attente elle n'obtient pas de commande de l'État. En revanche, le banquier et collectionneur Alphonse de Rothschild achète une épreuve de 1895 en bronze, fondue par Gruet, et la donne en 1896 au musée de Beaufort-en-Vallée dans le Maine-et-Loire.

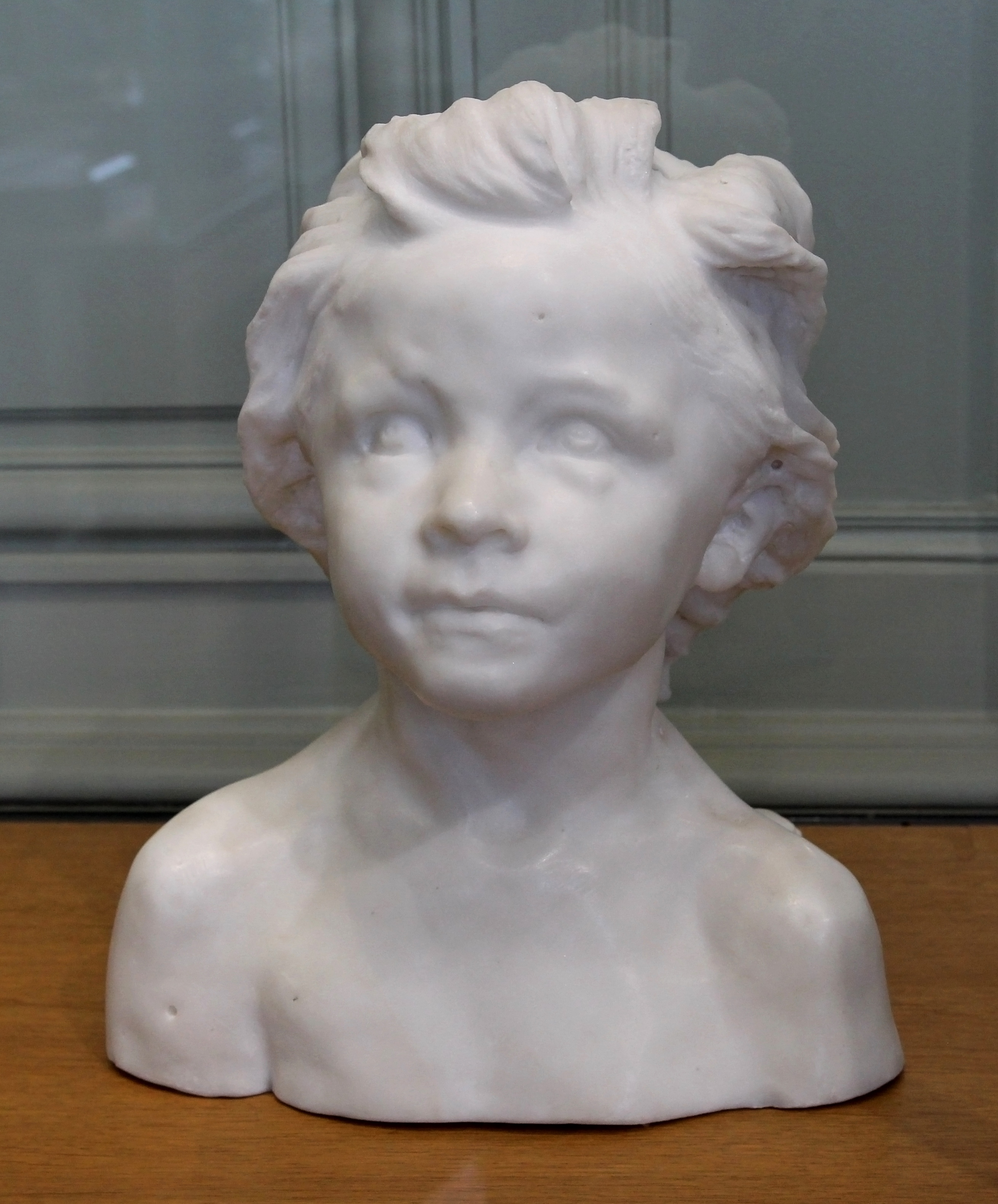
La Petite Châtelaine, marbre, exemplaire pour Joanny Peytel, conservé au musée Rodin.

Elle réalise aussi des marbres à la commande, en 1895 et 1896. Trois marbres sont commandés en 1895 par des amis de Rodin. L'un de ces marbres est exécuté pour Paul Escudier, et comporte une natte courbe et fine. Un deuxième buste en marbre, pour Joanny Peytel, comporte une natte plus courte et plus épaisse, c'est celui-là qui est acheté en 1968 par le musée Rodin. Le troisième de ces marbres, commandé par le peintre Fritz Thaulow, a une natte droite. 
Un quatrième marbre est commandé plus tard par Henri Fontaine, industriel ; il est exposé au Salon de la Nationale en 1896, puis au Salon de l’Art Nouveau, c'est celui qui figure au musée de La Piscine à Roubaix.

## Réception critique

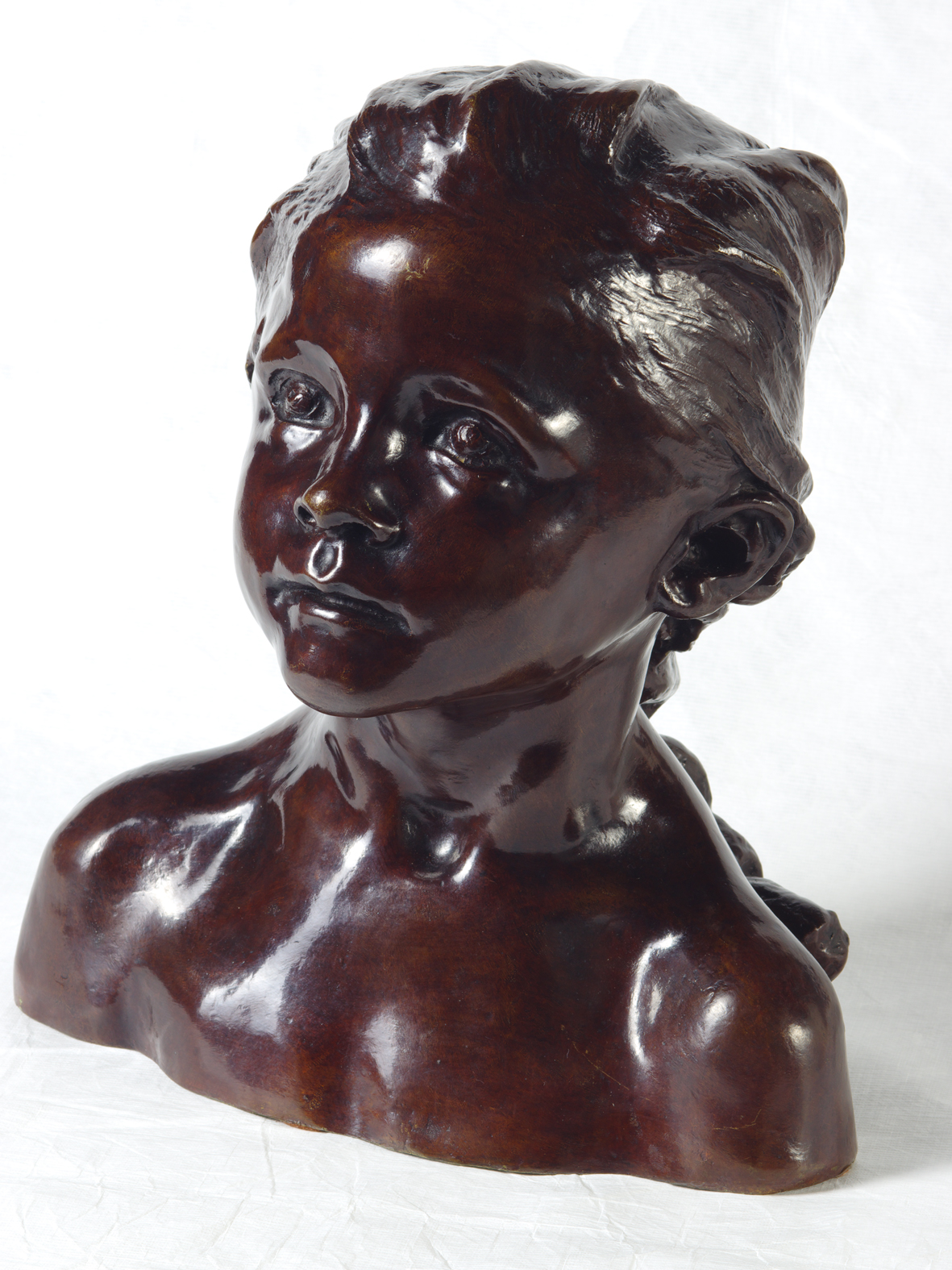
La Petite Châtelaine, bronze, exemplaire du musée Soumaya, à Mexico.

Les critiques d'art Roger Marx et Gustave Geffroy donnent d'excellentes critiques sur ce buste exposé à Bruxelles puis à Paris.
Selon le critique d'art Théodore de Wyzewa, Camille Claudel « a mis dans un buste de petite fille quelque chose de la douceur ingénieuse et malicieuse de Mino da Fiesole ».
Les critiques notent particulièrement que Camille Claudel, avec cette œuvre, prend une nouvelle dimension.
Pour Mathias Morhardt, cette Jeanne enfant présente « une tête déjà trop puissante, déjà trop vivante, déjà trop ouverte sur les mystères éternels (...) » et « prouve que Mlle Camille Claudel est désormais un maître ».

## Dans les musées
- Musée Rodin, à Paris : La Petite Châtelaine, 1895, marbre, 34.3 × 28.4 × 22 cm[4].
- La Piscine, à Roubaix, Hauts-de-France : La Petite Châtelaine, 1896, marbre, 44 × 36 × 29 cm[1],[5].
- Musée Camille-Claudel, à Nogent-sur-Seine, Aube, en France : La Petite Châtelaine, 1892-1893, plâtre patiné, 32.3 × 28.9 × 21.2 cm[2].
- Musée Joseph-Denais, à Beaufort-en-Vallée, Maine-et-Loire, en France : La Petite Châtelaine, 1895, bronze.
- Musée Soumaya, à Mexico, au Mexique : La Petite Châtelaine, bronze.